# Bamse și orașul hoților
Bamse și orașul hoților (Bamse och tjuvstaden) este un film de animație suedez din 2014.

## Distribuție
- Tomas Bolme - Berättare
- Peter Haber (actor) - Bamse
- Morgan Alling - Lille Skutt
- Steve Kratz - Skalman
- Magnus Härenstam - Reinard Räv
- Maria Langhammer - Farmor
- Shebly Niavarani - Vargen
- Tea Stjärne - Nalle-Maja
- Leif Andrée - Knocke och Smocke
- Maria Bolme - Brummelisa
- Tomas Tivemark - Buster Pirat
- Edith Enberg-Salibli - Katta-Lo
- Karin Gidfors - Fröken Fiffi
- Susanne Kujala - Farliga Flisan Sork
- Nicklas Lindh - Ola Grävling, Konstapel Kask, Troll
- Rolf Lydahl - Kubbe Vargkusin
- Kim Sulocki - Lilla vargkusinen
- Martin Mighetto - Busifer/konduktören/troll
- Jens Johansson - Slaske Sork/stollen
- Jonas Jansson - Husmusen/Katten Jansson

### Alte voci
- Lucas Nilsson
- Ingela Jönsson
- Sofie Ek
- Michaela Petterson
- Jan Kasskawo
- Ines Johansson Ström
- Rut Matsch
- Niklas Larsson
- Henrik Wahlström
- Lotta Olausson
- Fredrik Jonsäter
- Per Nyström
- Thomas Huhn
- Jenny Kinberg
- Esther Johansson Ström
- Melinda Wejdenmark
- Helen Ahlsson
- Niclas Christenson